# The Associates
The Associates — британская рок-группа, образовавшаяся в 1979 году в Эдинбурге, Шотландия, и являвшаяся важной составной частью местных нововолновой сцены и постпанк-движения. Группа выпустила 5 студийных альбомов, самый успешный из которых, Sulk, в 1982 году поднялся до #10 в UK Albums Chart. Успех в списках имели и два первых сингла группы: «Party Fears Two» (#9, 1982) и «Club Country» (#13, 1982). Фронтмен The Associates, Билли Маккензи, авторское мастерство и сценические находки которого предопределяли интерес к группе со стороны музыкальных критиков, покончил с собой в 1997 году.

## История группы
История группы берёт начало в 1976 году, когда только что познакомившиеся Билли Маккензи и гитарист Алан Рэнкин (англ. Alan Rankine) собрали в Данди кабаре-дуэт The Ascorbic Ones. В 1979 они записались как Mental Torture, затем изменили название на The Associates. В качестве дебютного сингла была выбрана кавер-версия песни Дэвида Боуи «Boys Keep Swinging». Релиз обратил на себя внимание, прежде всего, самого Боуи, который за полтора месяца до этого сам побывал с этой песней в чартах.

## Дискография

### Студийные альбомы
- The Affectionate Punch (Fiction, 1980)
- Fourth Drawer Down (Situation Two, 1981)
- Sulk (WEA, 1982) UK #10
- Perhaps (WEA, 1985) UK #23
- Wild and Lonely (Circa, 1990) UK #71

### Компиляции
- The Glamour Chase (WEA, 1988)
- Popera (WEA East West, 1990)
- The Radio 1 Sessions (Nighttracks, 1994)
- Double Hipness (V2 Records, 2000)
- Radio 1 Sessions Volume 1;1981-83 (Strange Fruit, 2003)
- Radio 1 Sessions Volume 2;1984-85 (Strange Fruit, 2003)
- Singles (Warners, 2004)

#### Синглы
- «Boys Keep Swinging» (Double Hip, 1979)
- «The Affectionate Punch» (Fiction, 1980)
- «A» (Fiction, 1981)
- «Q Quarters» (Situation Two, 1981)
- «Tell Me Easter’s on Friday» (Situation Two, 1981)
- «Kites» [as 39 Lyon Street] (1981)
- «Kitchen Person» (Situation Two, 1981)
- «Message Oblique Speech» (Situation Two, 1981)
- «White Car in Germany» (Situation Two, 1981)
- «Party Fears Two» (WEA, 1982) UK #9
- «Club Country» (WEA, 1982) UK #13
- «18 Carat Love Affair» / «Love Hangover» (WEA, 1982) UK #21
- «Those First Impressions» (1984) UK #43
- «Waiting for the Love Boat» (1984) UK #53
- «Breakfast» (1984) UK #49
- «Take Me to the Girl» (1985)
- «Heart of Glass» (1988) UK #56
- «Country Boy» (WEA, 1989 — withdrawn)
- «Fever» (1990)
- «Fire to Ice» (1990)
- «Just Can’t Say Goodbye» (1990)